# Campionato asiatico 1989 (hockey su pista)
Il Campionato asiatico di hockey su pista 1989 è stata la terza edizione della massima competizione asiatica per le rappresentative di hockey su pista maschili maggiori e fu organizzata dalla CARS. La competizione si svolse a Hangzhou in Cina. 
La vittoria finale è andata alla nazionale della Cina che si è aggiudicata il torneo per la prima volta nella sua storia.

## Formula
Il campionato asiatico 1989 vide la partecipazione di otto nazionali asiatiche. La manifestazione fu organizzata tramite un girone all'italiana con gare di sola andata; erano assegnati due punti per l'incontro vinto, un punto a testa per l'incontro pareggiato e zero la sconfitta. Al termine del torneo la squadra prima classificata venne proclamata campione d'Asia.

## Squadre partecipanti
| Squadra       | Partecipazioni precedenti al torneo |
| ------------- | ----------------------------------- |
| Cina          | Esordiente                          |
| Corea del Sud | 1 (1987)                            |
| Giappone      | 2 (1985, 1987)                      |
| Hong Kong     | 1 (1987)                            |
| India         | 2 (1985, 1987)                      |
| Pakistan      | Esordiente                          |
| Macao         | 1 (1987)                            |
| Taipei cinese | 1 (1987)                            |

Nota bene: nella sezione "partecipazioni precedenti al torneo" le date in grassetto indicano la squadra che ha vinto quell'edizione del torneo

## Svolgimento del torneo

### Classifica finale
| Pos | Squadra       | Pt | G | V | N | P | GF | GS | DG |
| --- | ------------- | -- | - | - | - | - | -- | -- | -- |
| 1.  | Cina          | ?  | ? | ? | ? | ? | ?  | ?  | ?  |
| 2.  | Macao         | ?  | ? | ? | ? | ? | ?  | ?  | ?  |
| 3.  | India         | ?  | ? | ? | ? | ? | ?  | ?  | ?  |
| 4.  | Giappone      | ?  | ? | ? | ? | ? | ?  | ?  | ?  |
| 5.  | Taipei cinese | ?  | ? | ? | ? | ? | ?  | ?  | ?  |
| 6.  | Corea del Sud | ?  | ? | ? | ? | ? | ?  | ?  | ?  |
| 7.  | Pakistan      | ?  | ? | ? | ? | ? | ?  | ?  | ?  |
| 8.  | Hong Kong     | ?  | ? | ? | ? | ? | ?  | ?  | ?  |